# Zonaira trilinea
Zonaira trilinea är en skalbaggsart som beskrevs av Albert A. Grigarick och Schuster 1980. Zonaira trilinea ingår i släktet Zonaira och familjen kortvingar. Inga underarter finns listade i Catalogue of Life.